# Macrothemis rupicola
Macrothemis rupicola är en trollsländeart som beskrevs av Racenis 1957. Macrothemis rupicola ingår i släktet Macrothemis och familjen segeltrollsländor. Inga underarter finns listade i Catalogue of Life.